# Motzfeldt Hammeken
Stephan Godmand Motzfeldt „Múte“ Hammeken (* 13. Mai 1922 in Nuuk; † 25. Januar 2009 ebenda) war ein grönländischer Pastor, Lehrer und Bibliothekar.

## Leben
Motzfeldt Hammeken war der Sohn des Unterassistenten Kristoffer Ole Abel Hammeken (1881–1949) und seiner Frau Ane Sofia Esther Berthelsen (1888–1957). Über seine Mutter war er ein Urenkel von Rasmus Berthelsen (1827–1901). Er heiratete am 26. Dezember 1945 Maritha Louise Susanne Jensen (1924–2020), Tochter des Jägers Kasper Sebulon Gustav Jens Jensen (1890–?) und seiner Frau Kirsten Karen Bolette Antoinette Motzfeldt (1890–?). Aus der Ehe ging unter anderem der Sohn Ole Jørgen Hammeken (* 1956) hervor.
Motzfeldt Hammeken besuchte von 1936 bis 1938 die Efterskole und danach bis 1940 eine Seminariumshochschule. 1942 schloss er Grønlands Seminarium ab und wurde anschließend als Katechet in Kangeq eingesetzt. Nach zwei Jahren wurde er Lehrer und Katechet in seiner Heimatstadt Nuuk, wo er bis 1960 blieb. Ab 1953 war er auch Propsthelfer. 1960 wurde er zum Pastor in Qeqertarsuatsiaat ernannt und 1962 nach Paamiut versetzt. 1976 wurde er zum grönländischen Pastor in Dänemark ernannt. 1984 kehrte er nach Nuuk zurück, wo er 1987 pensioniert wurde. Dennoch arbeitete er bis 1991 fast ununterbrochen weiter als Pastor von Nuuk.
Er war von 1944 bis 1957 Leiter der Bibliothek in Nuuk und anschließend noch drei Jahre Assistent dort. Von 1945 bis 1955 war er Schatzmeister Grönlands Volksinformationsvereinigung und von 1956 bis 1960 Sekretär bei Grønlands Forlag. Von 1951 bis 1958 war er Mitglied der Kinderfürsorge und in der gleichen Zeit Wahlleiter bei den Kommunal- und Landesratswahlen. Von 1963 bis 1971 war er Vorsitzender des Informationsausschusses in Paamiut. Er arbeitete von 1977 bis 1984 an der Übersetzung des Alten Testaments ins Grönländische mit, war von 1982 bis 1984 grönländischer Vertreter der Dänischen Bibelgesellschaft und saß von 1976 bis 1984 im Ausschuss für Den Grønlandske Kirkesag.
Motzfeldt Hammeken war Ritter des Dannebrogordens und erhielt am 21. Juni 2001 den Nersornaat in Gold. Er starb Anfang 2009 im Altenheim von Nuuk im Alter von 86 Jahren.